# Pankehallen

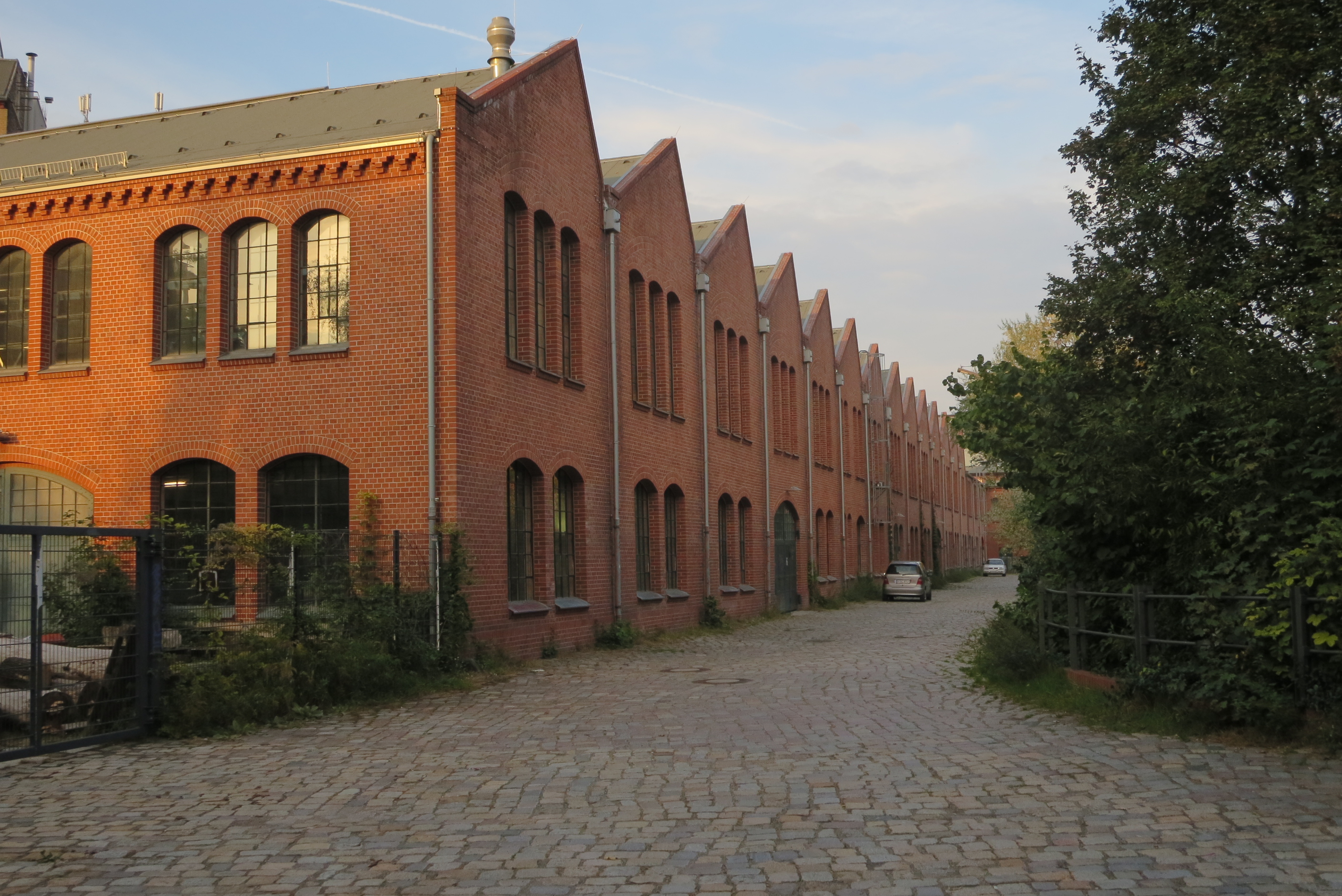
Pankehallen, Blick von Südwest

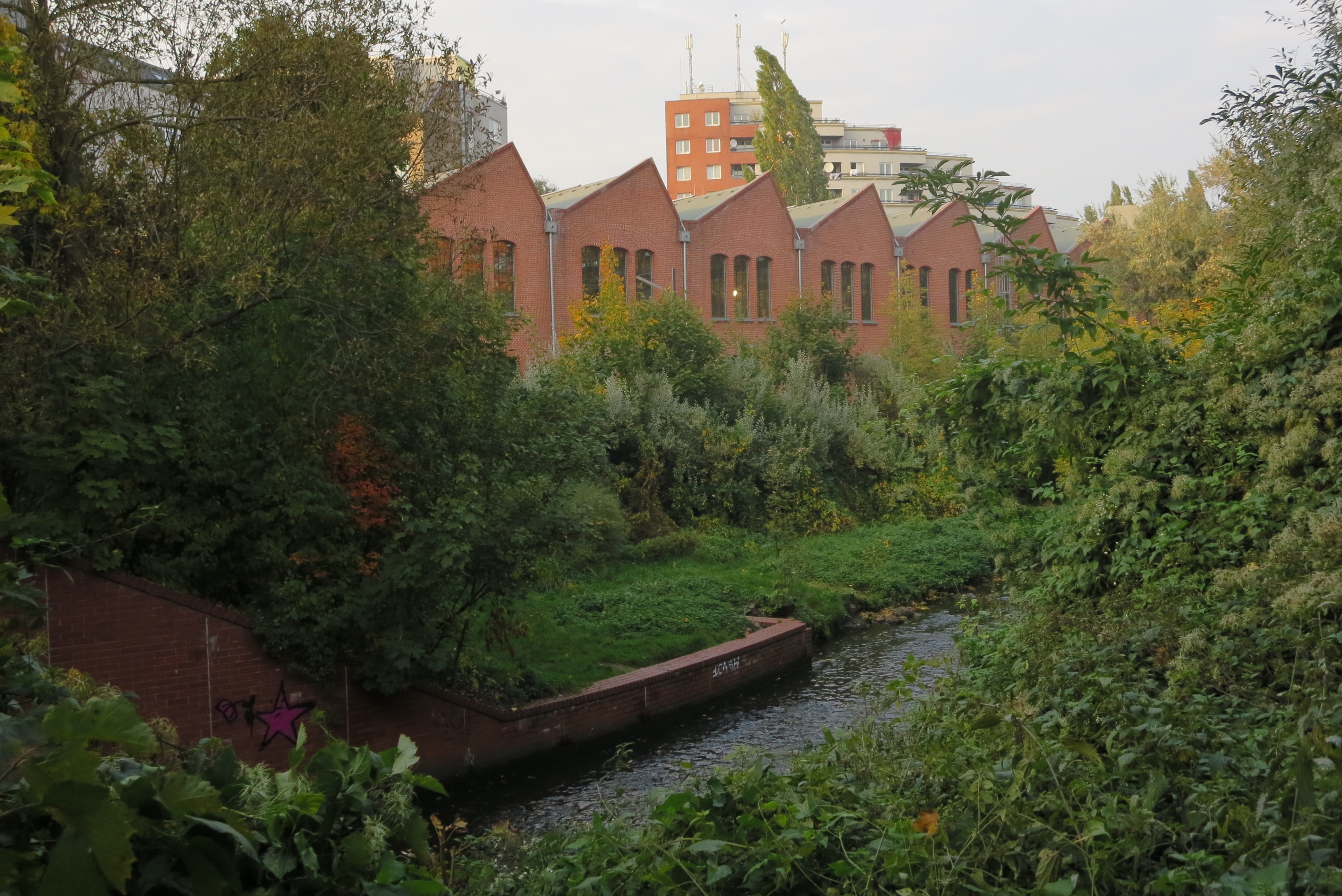
Pankehallen, Blick vom Panke-Ufer

Die Pankehallen sind ein nur noch teilweise erhaltener Fabrikgebäudekomplex im Berliner Ortsteil Gesundbrunnen, der vor der Verwaltungsreform 2001 zum Bezirk Wedding gehörte. Die ersten Gebäude waren auf der Pankeinsel, dem Bereich zwischen dem einst zweiarmigen Verlauf der Panke errichtet worden. Die heute als Bildhauerwerkstatt genutzten restaurierten Hallen sind Erweiterungsbauten, die 1897 auf dem zugeschütteten westlichen Pankearm entstanden sind.

## Geschichte

### Erstnutzungen der „Mühleninsel“
Im Jahr 1708 wurde eine Walkmühle auf dem Terrain zwischen den beiden Armen der Panke errichtet. Hundert Jahre später stand dort ein bald baufälliges Fachwerkhaus mit Mahlwerk. In dem leerstehenden Gebäude ließen sich danach Obdachlose nieder. Ein Lohgerber erwarb das Grundstück und zog damit andere Gerber entlang der Panke an. Nach etwa zehn Jahren ging das Anwesen 1841 in den Besitz eines Bauconducteurs über, der 1843 die Bauerlaubnis für eine neue Mühle erhielt, die er nach Fertigstellung 1844 verschiedenen Müllern zur Pacht überließ. Diese Mühle ist erhalten geblieben.

### Anfänge der Bebauung
Nach dem Erwerb 1890 und dem behördlich geforderten Anschluss an die Kanalisation wurde von 1892 bis 1896 die erste mehrgeschossige Fabrikationshalle in Deutschland auf der mittlerweile „Pankeinsel“ genannten ehemaligen Mühleninsel errichtet. Architekt war der Gropius-Schüler und -Schwiegersohn Wilhelm Martens, Auftraggeber der Fabrikant Carl Arnheim, Sohn des Tresorfabrikgründers Simon Joel Arnheim, der das Gebäude als Hofkunstschlosserei des Kaisers und König von Preußen nutzte. Außerdem gehörten verschiedene Schuppen, ein Inspektorenhaus und ein an der Badstraße gelegenes Mehrfamilienwohnhaus zur ersten Bauphase. Der reichlich vorhandene Platz begünstigte die Entwicklung der ersten deutschen Geldschrankfabrik zur größten Spezialfabrik Europas für Schließkassen und Tresorbau.

### Ursprungsnutzung als Arnheimsche Tresorfabrik
Von 1897 bis 1898 entstand auf dem inzwischen zugeschütteten westlichen Pankearm unter der Leitung des Architekten Th. Siems ein weiterer Fabrikationstrakt, nämlich die 180 Meter lange, eingeschossige Sheddachhalle mit durchgängig eingezogener Galerie. Die sägezahnartige Dachkonstruktion über jeder „Dreifenstergruppe“ aus vertikalen Schmalfenstern verleiht der Halle ihr markantes Erscheinungsbild. Deren Grundfläche beträgt 3.600 m² und sie hat am niedrigsten Punkt eine lichte Höhe von neun Metern, am höchsten Punkt eine von zwölf Metern. Deutschlands älteste Fabrik für Kassen- und Tresorbau, die 1833 gegründete Arnheimsche Tresorfabrik, übersiedelte an diesen Ort und nahm noch im selben Jahr ihre Tätigkeit auf. Zu dem bereits bestehenden Gebäudekomplex kamen zwischen 1898 und 1900 noch ein zweigeschossiger Hallenbau sowie ein Comptoirgebäude. Mit modernsten Werkzeugmaschinen und fortschreitender Arbeitsteilung lief die Produktion aller erdenklicher Sicherheitsbehältnisse von Geldkassetten bis Tresorraumanlagen auf Hochtouren.

### Kriegsnutzung der aufgegebenen Hallen
Von den Inflationswirren erfasst, zog die Tresorfabrik 1922/1923 ins kurz zuvor nach Berlin eingemeindete Mariendorf um. Das Grundstück an der Badstraße geriet daraufhin aufgrund einer Firmenfusion mit dem Geldschrankkonkurrenten Ade in verwickelte Eigentumsverhältnisse und wurde erst 1931 hochbelastet der Familie Arnheim restituiert. Die Betriebe, die in der Zwischenzeit dort ihrem Gewerbe nachgegangen waren, hatten an fast allen Gebäuden bauliche Veränderungen vorgenommen. Sie mussten das Gelände nicht verlassen, da das zurückkehrende geschrumpfte Unternehmen ohnehin nur einen Teil der ehemaligen Produktionsfläche benötigte. Jedoch währte der Wiederbesitz nicht lange. 1938 beantragte die Dresdner Bank als Hauptgläubigerin die Zwangsversteigerung des Areals. Erworben wurde es von der Kabelfabrik Frischeisen & Co. Der Sicherheitsanlagen-Hersteller Ade, der weiterhin unter Ade-Arnheim firmierte, rutschte in den Mieterstatus.
Während des gesamten Zweiten Weltkriegs wurden die Hallen als Produktionsstätten für die Kriegswirtschaft genutzt, wobei Frischeisen & Co. Gummikabel für die Kriegsmarine herstellte und Ade-Arnheim Kriegsgerätbauteile für die Wehrmacht. Im Parterre des Wohngebäudes wurden Zwangsarbeiter untergebracht. Die Gebäudeansammlung erlitt partielle Zerstörungen durch Fliegerbomben, was Ade-Arnheim dazu veranlasste, nach Berlin-Reinickendorf umzuziehen, während die Kabelfabrik sich noch bis 1956 dort aufhielt.

### Nachnutzungen der intakten Hallen
Bevor der Hallenkomplex in die Eigentümerschaft des Landes Berlin fiel, war die Kabelwerk Reinshagen GmbH als Nachfolger von Frischeisen & Co. im Grundbuch eingetragen. Wieder veränderten Baumaßnahmen die Ausgestaltung des Terrains. Schließlich wurde ab 1966/1967 das Anwesen offiziell ein Gewerbehof. Somit war eine Nutzung durch Gewerbe wie Laborgeräteherstellung, Karosseriebau, Klempnerei und Kunststoffverarbeitung bis 1980 gegeben.
Zwischenzeitlich waren Planungen seitens des Berliner Senats angestellt worden, die vorsahen, einen Grünzug und ein Rückstaubecken gegen das Pankehochwasser anzulegen, für die umfangreiche Abrissarbeiten hätten durchgeführt werden müssen. Dieses Szenario vor Augen, waren in den Endsiebziger Jahren nach und nach alle Gewerbebetriebe ausgezogen, sodass die alten Fabrikhallen brach lagen.

### Sporadische Nutzungen der zerfallenden Hallen
Vorerst herrschte Leerstand. 1980 bis 1982 brachte der Berufsverband Bildender Künstler Berlin (BBK Berlin) erste Vorschläge zur eigenen Nutzung der Hallen ein, insbesondere nachdem Wirtschaftssenator Wolfgang Lüder (FDP) das ursprünglich vorgesehene Gebäude in der Torfstraße (im Weddinger Sprengelkiez) hatte abreißen lassen.
Einer Gruppe von Leuten, die 1981 auf der Suche nach Räumlichkeiten für ein Kulturzentrum im kulturell unterversorgten Wedding waren, kamen die maroden Hallen wie gerufen. Im März 1982 vergab das Bezirksamt das Nutzungsrecht an die Kulturinitiative Pankehallen e. V. Außer den im Juni 1982 veranstalteten „Weddinger Kulturwochen“ gab es als kontinuierliche Angebote: ein kommunales Kino namens „Lichtblick“, Ausstellungen, Lesungen, Musikveranstaltungen, Theateraufführungen, ein Cafébetrieb, eine Geschichtswerkstatt, eine „Fraueninitiative“ und weitere Anlaufstellen für Kleingruppen, zumeist Gesprächskreise. Von 1983 bis 1984 organisierte die Künstlergruppe „Material & Wirkung“ ein weitreichendes Ausstellungs- und Performance Programm. Im Einfahrtsbereich realisierte Eberhard Bosslet eine Straßenmarkierugsarbeit, weitere raumgreifende Installationen gab es von Thomas Schulz, Ulrich Eller, Folke Hanfeld, Bernhard C. Striebel, Werner Klotz, BKH Gutmann, Udo Idelberger, Zawadzki, Susanne Mahlmeister, Hartwig Komba, Markus Fink, Klaus Schmitt, Christian Kohl. Unter dem Titel „Pankehalle HETAL“ waren zu sehen Werke von Thomas Schulz, Ulrich Eller, Folke Hanfeld, Bernhard C. Striebel, Werner Klotz, BKH Gutmann, Udo Idelberger, Zawadzki, Susanne Mahlmeister, Hartwig Komba. 1984 HETAL KLIMATISCH: Werke mit klimatischen Bedingungen von: Sven Ake Johansen, Shelly Hirsch, Folke Hanfeld, Franklin Alders, Thomas Schulz, Marc Schepers, Otmar Sattel, Ulli Müller, Werner Klotz, BKH Gutmann, Günther Reger, Ulrich Eller, Vincent Trasov, Christine Hoffmann, Olbricht Kunstfeld, Zawadzki. Gefolgt von der Reihe „HETAL ZUGABE“ waren zu sehen: Die Tonkneter, Niels Krüger, Andreas Koerper, Claudius Wachtmeister. Der Künstler Bernhard C. Striebel hatte 1983 in den Pankehallen seine erste Ausstellung. Ein anderer, Michael Baerens, 1982 und 1983 zwei seiner ersten. Auch Horst Hoheisel stellte in der Frühzeit seines Schaffens in den Pankehallen aus. Neben ihrer Schauspielausbildung baute Eva Mannschott in den Pankehallen ein eigenes Theaterensemble auf. Die bekanntesten musikalischen Gäste in den Hallen waren Harald Grosskopf (Wallenstein, Klaus Schulze) und die Hamburger Punkgruppe Slime, die hier das Album Live (Pankehallen 21.1.1984) aufnahm, von dem das Ox-Fanzine behauptet, „eine der wenigen Punkrock-Liveplatten mit Daseinsberechtigung“ zu sein. Die Pankehallen beheimateten das Berlin Atonal-Festival zum einzigen Mal im Dezember 1983. Auch davon gibt es Livemitschnitte. Höhepunkt in Sachen Film war das 14. Internationale Forum des Jungen Films vom 18. bis 28. Februar 1984 im Rahmen der 34. Internationalen Filmfestspiele Berlin.
Aus der Geschichtswerkstatt ging die erfolgreiche Marke „Stattreisen“ hervor. Platz bot das Areal außerdem für diverse Sport- und Motorradgruppen. Schließlich nutzte ein Wanderzirkus noch eine Halle als Winterquartier.

### Abrissdrohung und Rettung
Im Jahr 1982 noch vage, doch akut in den Ostertagen 1983, lösten Abräumbestrebungen am pankeseitigen Gebäude Alarm bei den Befürwortern einer Erhaltung aus und riefen die damalige Bezirksbürgermeisterin Erika Heß (SPD), die vehement gegen das Banausen-Image des Wedding ankämpfte, den Senator Volker Hassemer (CDU), der in dieser Zeit vom Stadtentwicklungsressort ins Kulturressort wechselte, und Hilla Seelig vom BBK Berlin als Wortführer einer Rettungsinitiative auf den Plan. Nun wurden ernsthafte Gespräche zwischen dem BBK Berlin und dem Kultursenat aufgenommen. Dabei kam zum Ausdruck, dass für den neuen Zweck kaum bauliche Veränderungen nötig gewesen wären und daher im günstigsten Fall schon ein Bezug am 1. September 1983 gewinkt hätte. Seinerzeit war auch noch die Einbeziehung des Marienbades (Luisenbad) der Panke gegenüber vorgesehen. Man konnte sich dort ein Atelierhaus mit Ausstellungsbereich vorstellen.
Im Sommer 1983 konkretisierte der BBV seinen Finanzbedarf. Neben kurzfristigen Anlaufkosten von 400.000 Mark und rund 200.000 Mark für jährliche Betriebskosten sollten Ausstattungskosten für moderne Maschinen für rund 1,6 Millionen Mark kommen. Die Behörden werteten die Kalkulation als „übertrieben teuer“ (Pressesprecher Peter Laubenthal), die „billigeren“ alternativen Kulturtreibenden, jedenfalls diejenigen, die noch nicht weggegangen waren, konnten bleiben. Trotzdem war 1984 die Rangelei um die Zukunft der Hallen noch nicht vorbei: Unter dem Vorwand eines angeblich notwendigen Panke-Rückstaubeckens veranlasste der Weddinger Baustadtrat Jürgen Lüdtke – wie bereits angekündigt – die älteren Hallen direkt am Pankeufer komplett abzuräumen. Somit verschwand mit der einstigen Maschinenhalle das wichtigste und architektonisch gewagteste Gebäude von der Bildfläche. Die entstandene Grube wurde aufgeschüttet. Der Bezirksverwaltung war die Kontrolle über das selbstverwaltete und florierende Kulturzentrum entglitten, weshalb sie alles unternahm, diesem ein Ende zu bereiten. Zu tief saß das aus den Endsechziger-Jahren herrührende Misstrauen, das Projekt könne politisiert und zur Quelle neuer revolutionärer Vorgänge werden.
Es drohte ein weitergehender Abriss, nämlich der der Shedhallen. Eine Intervention der Architekten Langeheinecke & Claussen (die später in der ehemaligen Mühle ihr Büro bezogen haben) führte dazu, dass der Landeskonservator Helmut Engel das restliche Ensemble unter Denkmalschutz stellte. Anfang 1984 kulminierten zwei kulturpolitische Themenbereiche, und zwar die prekäre Situation der 250 bis 300 in Berlin tätigen Bildhauer sowie die Kompetenzbeschränkung des Landeskonservators, der künftig auf die Zustimmung des Finanzsenators angewiesen sein sollte. Letzterer Streitpunkt wurde mit einem Sonderprogramm zur Erneuerung von Gewerbebauten, der Herrichtung von Gewerbehöfen und prinzipiellen Würdigung baugeschichtlicher Architektur, das 1985 anlaufen sollte, beigelegt. Dank dieses Strategiewechsels konnten beide Problembereiche zu aller Zufriedenheit verknüpft werden. Die Verhandlungen zwischen dem Kultursenat und dem BBK wurden fortgesetzt und noch 1984 zum Abschluss gebracht, was das Ende der allgemeinen kulturellen Nutzung durch die Bürgerschaft bedeutete.
Der ausgehandelte Nutzungsvertrag wurde 1985 zwischen dem Kulturwerk des BBK Berlin GmbH und dem Senator für Kulturelle Angelegenheiten, Hassemer, unterzeichnet. Die zunächst vorgesehene Mischnutzung, die ein Konflikte verheißendes Nebeneinander von Bildhauern und Theaterakteuren bedeutet hätte, konnte vom ersten Leiter der Bildhauerwerkstätten, Gustav Reinhardt, zu Gunsten seiner Einrichtung abgewendet werden. Am Planungsprozess waren unter anderem die Architekten, die sich frühzeitig eingeschaltet hatten, Langeheinecke & Claussen, und der Bildhauer Ernst von Hopffgarten, in seinen Funktionen als Leiter der Fachgruppe Bildhauerei und Objektkunst und Vorstandsmitglied des BBK beteiligt. Umbau und Restaurierung verschlangen drei Millionen Mark. Senator Hassemer gelang es, diese Summe nebst Sicherung von zwei Dritteln der laufenden Unterhaltskosten, immerhin über 200.000 Mark, aus dem Berliner Landesetat loszueisen. Die Deutsche Klassenlotterie steuerte 600.000 Mark zur Basisausstattung bei. Da eine Fehlsumme hinsichtlich des vorgesehenen Maschinen- und Werkzeugfundus bestehen blieb, gab man sich erst einmal mit dieser notdürftigen Bestückung zufrieden. Eine Sponsoren-Kampagne lief an und es wurde diskutiert, Preisgelder für in den Werkstätten erstellte Kunstobjekte einzufordern. Zwar erbrachte die Spendenaktion nicht den erhofften Defizitbetrag, doch eine zweite Zuwendung aus Lottomitteln ermöglichte es, weitere Geräte zu kaufen und eine Kranbahn zu installieren, sodass die Fertigstellung der gesamten Anlage im Frühjahr 1986 vermeldet werden konnte. Die erste Künstlerin, die Ende März 1986 die ihr eigenes Atelier nicht bietenden technischen Experimentier- und räumlichen Ausbreitungs-Möglichkeiten nutzte, war die Bildhauerin Silvia Kluge, die an einer Stahlplastik arbeitete. Kurz darauf wurden im Außenbereich das Regenwasserrückstaubecken, eine Neugestaltung des Uferstreifens und eine Fußgängerbrücke, die das Gesundbrunnengelände mit dem Terrain der ehemaligen Tresorfabrik verbindet, realisiert.

### Heutige Nutzung als Bildhauerwerkstätten
Zugänglich sind die Pankehallen sowohl über einen links des Arnheimschen Wohnhauses von der Badstraße abgehenden Fußweg als auch über die Walter-Nicklisch-Promenade mit anschließender Brückenbegehung ebenso wie über die in die Osloer Straße mündende Kopfsteinpflastereinfahrt. Die offizielle Adresse lautet Osloer Straße 102. Auf 3600 Quadratmetern stehen den Künstlern Bereiche für Arbeiten mit Stein, Metall, Gips, Ton, Beton, Keramik, Holz und Kunststoff zur Verfügung. Die maximale Hallenhöhe von zwölf Metern lässt dabei die verschiedenartigsten Großprojekte zu. In dem fünfgeteilten Komplex können 20 bis 25 Künstler gleichzeitig arbeiten. Über eine Länge von 160 Metern sind die einzelnen Hallen durch eine breite Galerie verbunden, auf der ebenfalls gearbeitet werden kann. Die einzelnen Werkstattbereiche werden durch jeweils einen Werkstattleiter betreut, der bei Materialbeschaffung, -behandlung und -bearbeitung berät.
Ausgegangen wurde anfangs von jährlich rund 100 Künstlern, tatsächlich sind es rund 300. Voraussetzung ist das Einmieten in ein Hallensegment, wobei niedrige Tarife vorgesehen waren. Dem entgegenstehend wurde zehn Jahre nach Inbetriebnahme die Exklusivität der Einrichtung und die damit verbundenen für stipendienlose Künstler nicht zu leistenden Preise kritisiert. Regen Zuspruchs erfreuen sich die Arbeitsplätze dennoch. Unter den Nutzern sind und waren neben Hochschulabsolventen und ortsansässigen Bildhauern auch international bekannte Künstler wie Bernhard Heiliger, Joachim Schmettau und George Rickey. Der Sponsorentätigkeit des Tabakmultis Philip Morris verdankten die Werkstätten im Frühherbst 1987 einen Stahlskulpturen-Workshop mit Sir Anthony Caro. Des Weiteren vergab die Philip Morris GmbH sechsmonatige Stipendien, um die sich nicht nur deutsche Künstler bewerben konnten. Ingo Kühl ließ hier 2009 eine seiner Architektur-Skulpturen herstellen.
Die „Galerie In Fonte“, die ein halbes Jahr nach Inbetriebnahme der Bildhauerwerkstätten vis-à-vis in das Luisenbad (an der Stelle der einstigen Heilquelle) eingezogen war, um vornehmlich Plastiken, und hier wiederum vornehmlich „von der Quelle (lateinisch fonte)“ in anderem Sinne, nämlich der Produktionsstätte gegenüber, anzubieten, gibt es nicht mehr.

Bildhauerwerkstatt
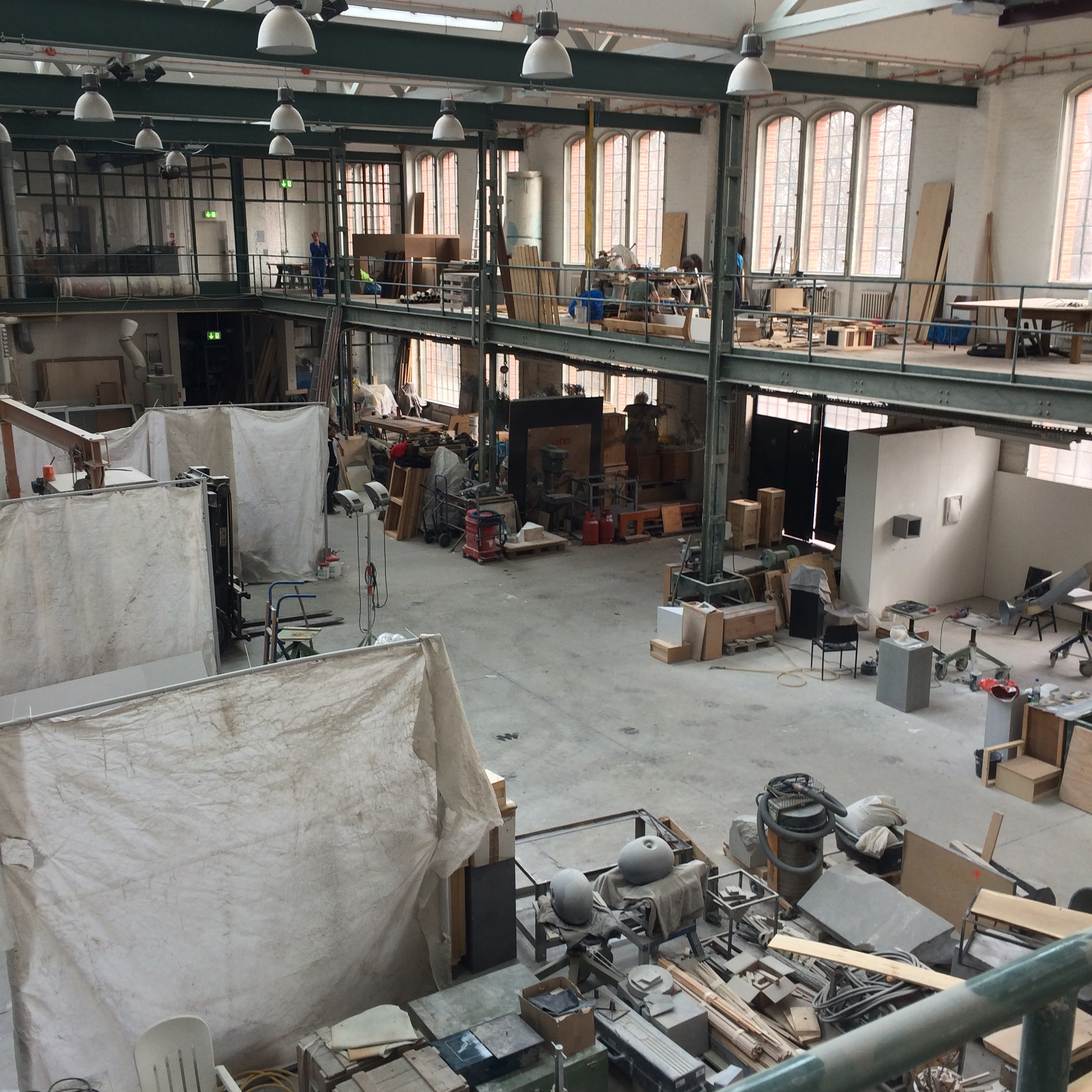
Werkhalle mit abgetrennten Arbeitsbereichen, 2015
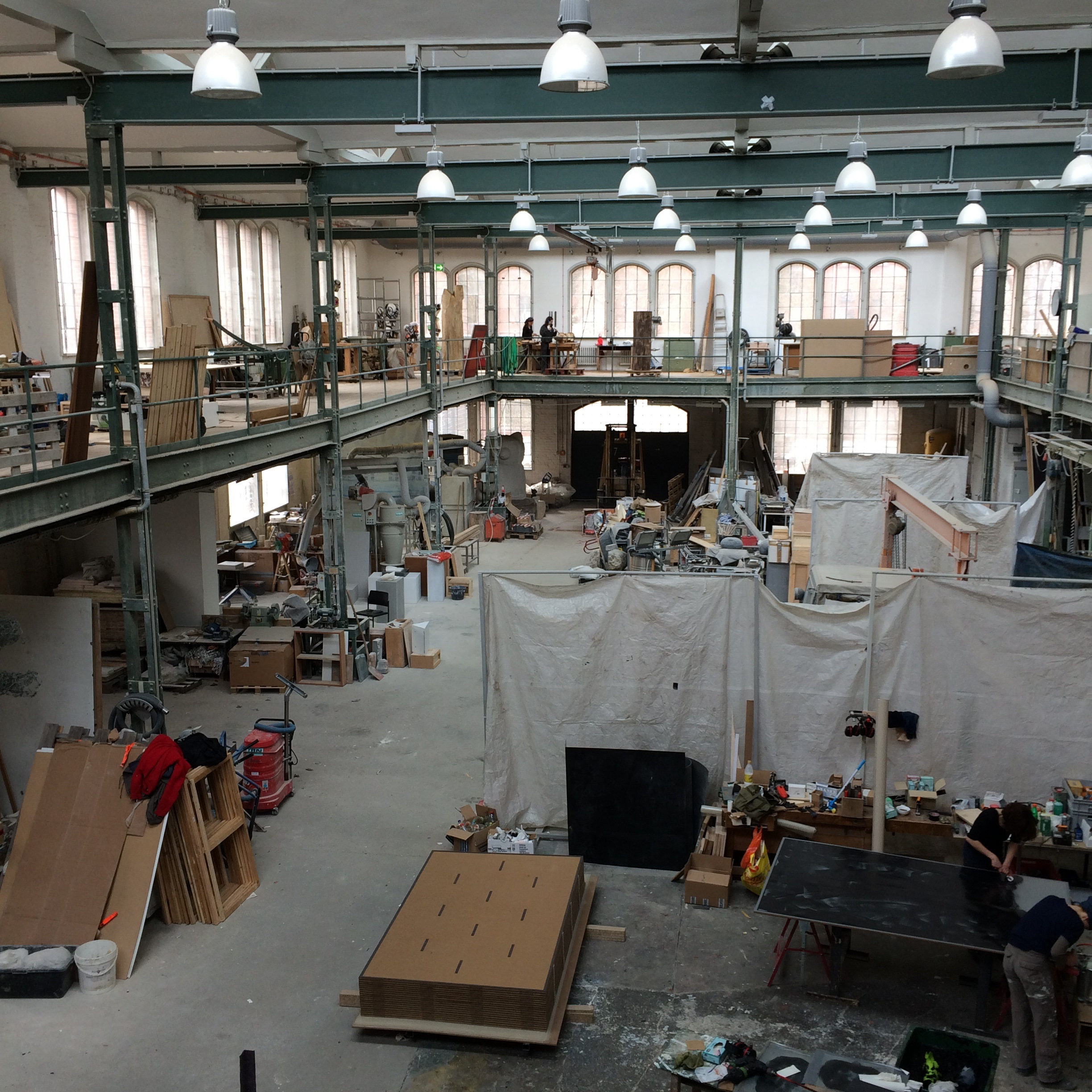
Werkhalle mit Galerie, 2015
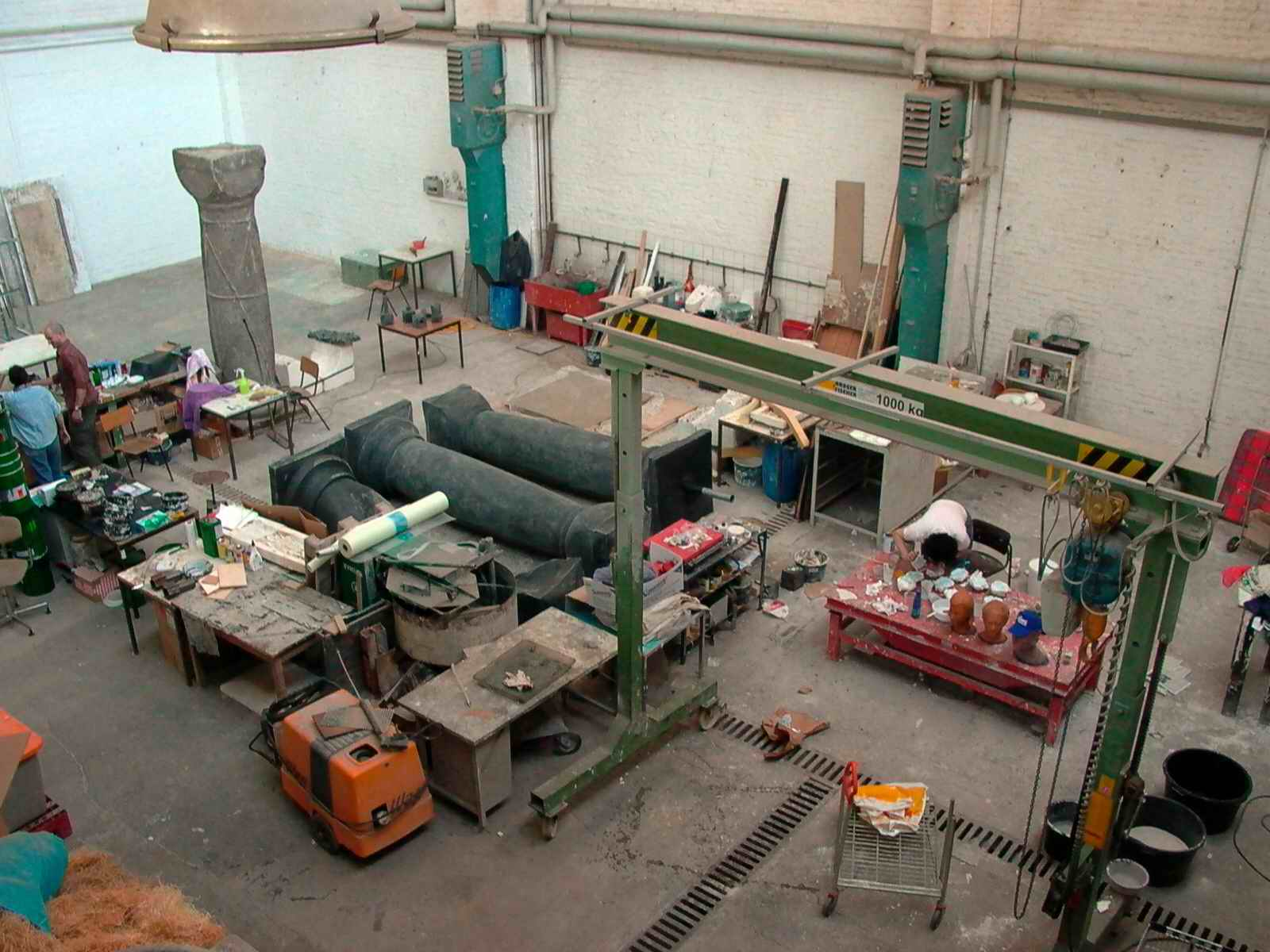
Gips- und Formwerkstatt, Säulen, ca. 2015